# Perdita pulliventris
Perdita pulliventris är en biart som beskrevs av Timberlake 1968. Perdita pulliventris ingår i släktet Perdita och familjen grävbin. Inga underarter finns listade i Catalogue of Life.